# Qishe
Qishe (kinesiska: 舍镇) är en köping i Kina. Den ligger i provinsen Guizhou, i den sydvästra delen av landet, omkring 270 kilometer sydväst om provinshuvudstaden Guiyang. Antalet invånare är 18154. Befolkningen består av 8 624 kvinnor och 9 530 män. Barn under 15 år utgör 25,0 %, vuxna 15-64 år 65 %, och äldre över 65 år 9,0 %.